# تامارا تیلور
تامارا تیلور (انگلیسی: Tamara Taylor؛ زادهٔ ۲۷ سپتامبر ۱۹۷۰) یک هنرپیشه اهل کانادا است. وی از سال ۱۹۹۱ میلادی تاکنون مشغول فعالیت بوده‌است.
از فیلم‌ها یا برنامه‌های تلویزیونی که وی در آن نقش داشته است می‌توان به هری پاتر و سنگ جادو، استخوان‌ها، هری پاتر و یادگاران مرگ - قسمت دوم و معرفی دوروتی دندریج اشاره کرد.